# Going Back
Going Back is het achtste studioalbum van Phil Collins en zijn eerste soloalbum na acht jaar. Het album bevat oude Motown-klassiekers uit de jaren 60.
Als voorloper op het album werd op 28 augustus 2010 het nummer "(Love is like a) Heatwave" uitgebracht. Het nummer werd geen grote hit en bleef in de Nederlandse Tipparade steken op een negende plaats. Ook in Vlaanderen kwam het niet verder dan een 26ste plaats in de Ultratip-lijst van de Ultratop 50. In de Nederlandse Single Top 100 bereikte de single een 82ste plaats.
Het album had zelf meer succes. Op 10 september 2010 werd het album uitgebracht en bereikte de week erna meteen de eerste plaats van de Nederlandse Album Top 100. Het werd zijn zesde album dat de hoogste positie bereikte in de Nederlandse albumlijst. In Vlaanderen kwam het album op negen binnen in de Ultratop 100 Album-lijst. De week hierna steeg het naar de derde plaats, waarmee het het hoogst genoteerde album van Collins werd in de Vlaamse albumlijst.

## Tracklist
Het album verscheen zowel op cd als op elpee. Ook kwam er een "The Ultimate Edition" uit waar naast de 18 nummers op het gewone album nog zeven extra nummers op staan en die een dvd bevat.

## Hitnoteringen

### NederlandseAlbum Top 100
| Hitnotering: 18-09-2010 t/m 05-02-2011 | Hitnotering: 18-09-2010 t/m 05-02-2011 | Hitnotering: 18-09-2010 t/m 05-02-2011 | Hitnotering: 18-09-2010 t/m 05-02-2011 | Hitnotering: 18-09-2010 t/m 05-02-2011 | Hitnotering: 18-09-2010 t/m 05-02-2011 | Hitnotering: 18-09-2010 t/m 05-02-2011 | Hitnotering: 18-09-2010 t/m 05-02-2011 | Hitnotering: 18-09-2010 t/m 05-02-2011 | Hitnotering: 18-09-2010 t/m 05-02-2011 | Hitnotering: 18-09-2010 t/m 05-02-2011 | Hitnotering: 18-09-2010 t/m 05-02-2011 | Hitnotering: 18-09-2010 t/m 05-02-2011 | Hitnotering: 18-09-2010 t/m 05-02-2011 | Hitnotering: 18-09-2010 t/m 05-02-2011 | Hitnotering: 18-09-2010 t/m 05-02-2011 | Hitnotering: 18-09-2010 t/m 05-02-2011 | Hitnotering: 18-09-2010 t/m 05-02-2011 | Hitnotering: 18-09-2010 t/m 05-02-2011 | Hitnotering: 18-09-2010 t/m 05-02-2011 | Hitnotering: 18-09-2010 t/m 05-02-2011 | Hitnotering: 18-09-2010 t/m 05-02-2011 | Hitnotering: 18-09-2010 t/m 05-02-2011 |
| Week:                                  | 1                                      | 2                                      | 3                                      | 4                                      | 5                                      | 6                                      | 7                                      | 8                                      | 9                                      | 10                                     | 11                                     | 12                                     | 13                                     | 14                                     | 15                                     | 16                                     | 17                                     | 18                                     | 19                                     | 20                                     | 21                                     |                                        |
| -------------------------------------- | -------------------------------------- | -------------------------------------- | -------------------------------------- | -------------------------------------- | -------------------------------------- | -------------------------------------- | -------------------------------------- | -------------------------------------- | -------------------------------------- | -------------------------------------- | -------------------------------------- | -------------------------------------- | -------------------------------------- | -------------------------------------- | -------------------------------------- | -------------------------------------- | -------------------------------------- | -------------------------------------- | -------------------------------------- | -------------------------------------- | -------------------------------------- | -------------------------------------- |
| Positie:                               | 1                                      | 1                                      | 1                                      | 3                                      | 5                                      | 8                                      | 7                                      | 14                                     | 26                                     | 28                                     | 30                                     | 29                                     | 15                                     | 15                                     | 14                                     | 21                                     | 46                                     | 41                                     | 43                                     | 76                                     | 79                                     | uit                                    |

### VlaamseUltratop 100Albums
| Hitnotering: (Week 1 t/m 25) 18-09-2010 t/m 05-03-2011 Hitnotering: (Week 26 t/m) 26-03-2011 t/m | Hitnotering: (Week 1 t/m 25) 18-09-2010 t/m 05-03-2011 Hitnotering: (Week 26 t/m) 26-03-2011 t/m | Hitnotering: (Week 1 t/m 25) 18-09-2010 t/m 05-03-2011 Hitnotering: (Week 26 t/m) 26-03-2011 t/m | Hitnotering: (Week 1 t/m 25) 18-09-2010 t/m 05-03-2011 Hitnotering: (Week 26 t/m) 26-03-2011 t/m | Hitnotering: (Week 1 t/m 25) 18-09-2010 t/m 05-03-2011 Hitnotering: (Week 26 t/m) 26-03-2011 t/m | Hitnotering: (Week 1 t/m 25) 18-09-2010 t/m 05-03-2011 Hitnotering: (Week 26 t/m) 26-03-2011 t/m | Hitnotering: (Week 1 t/m 25) 18-09-2010 t/m 05-03-2011 Hitnotering: (Week 26 t/m) 26-03-2011 t/m | Hitnotering: (Week 1 t/m 25) 18-09-2010 t/m 05-03-2011 Hitnotering: (Week 26 t/m) 26-03-2011 t/m | Hitnotering: (Week 1 t/m 25) 18-09-2010 t/m 05-03-2011 Hitnotering: (Week 26 t/m) 26-03-2011 t/m | Hitnotering: (Week 1 t/m 25) 18-09-2010 t/m 05-03-2011 Hitnotering: (Week 26 t/m) 26-03-2011 t/m | Hitnotering: (Week 1 t/m 25) 18-09-2010 t/m 05-03-2011 Hitnotering: (Week 26 t/m) 26-03-2011 t/m | Hitnotering: (Week 1 t/m 25) 18-09-2010 t/m 05-03-2011 Hitnotering: (Week 26 t/m) 26-03-2011 t/m | Hitnotering: (Week 1 t/m 25) 18-09-2010 t/m 05-03-2011 Hitnotering: (Week 26 t/m) 26-03-2011 t/m | Hitnotering: (Week 1 t/m 25) 18-09-2010 t/m 05-03-2011 Hitnotering: (Week 26 t/m) 26-03-2011 t/m | Hitnotering: (Week 1 t/m 25) 18-09-2010 t/m 05-03-2011 Hitnotering: (Week 26 t/m) 26-03-2011 t/m | Hitnotering: (Week 1 t/m 25) 18-09-2010 t/m 05-03-2011 Hitnotering: (Week 26 t/m) 26-03-2011 t/m | Hitnotering: (Week 1 t/m 25) 18-09-2010 t/m 05-03-2011 Hitnotering: (Week 26 t/m) 26-03-2011 t/m | Hitnotering: (Week 1 t/m 25) 18-09-2010 t/m 05-03-2011 Hitnotering: (Week 26 t/m) 26-03-2011 t/m | Hitnotering: (Week 1 t/m 25) 18-09-2010 t/m 05-03-2011 Hitnotering: (Week 26 t/m) 26-03-2011 t/m | Hitnotering: (Week 1 t/m 25) 18-09-2010 t/m 05-03-2011 Hitnotering: (Week 26 t/m) 26-03-2011 t/m | Hitnotering: (Week 1 t/m 25) 18-09-2010 t/m 05-03-2011 Hitnotering: (Week 26 t/m) 26-03-2011 t/m |
| Week:                                                                                            | 1                                                                                                | 2                                                                                                | 3                                                                                                | 4                                                                                                | 5                                                                                                | 6                                                                                                | 7                                                                                                | 8                                                                                                | 9                                                                                                | 10                                                                                               | 11                                                                                               | 12                                                                                               | 13                                                                                               | 14                                                                                               | 15                                                                                               | 16                                                                                               | 17                                                                                               | 18                                                                                               | 19                                                                                               | 20                                                                                               |
| ------------------------------------------------------------------------------------------------ | ------------------------------------------------------------------------------------------------ | ------------------------------------------------------------------------------------------------ | ------------------------------------------------------------------------------------------------ | ------------------------------------------------------------------------------------------------ | ------------------------------------------------------------------------------------------------ | ------------------------------------------------------------------------------------------------ | ------------------------------------------------------------------------------------------------ | ------------------------------------------------------------------------------------------------ | ------------------------------------------------------------------------------------------------ | ------------------------------------------------------------------------------------------------ | ------------------------------------------------------------------------------------------------ | ------------------------------------------------------------------------------------------------ | ------------------------------------------------------------------------------------------------ | ------------------------------------------------------------------------------------------------ | ------------------------------------------------------------------------------------------------ | ------------------------------------------------------------------------------------------------ | ------------------------------------------------------------------------------------------------ | ------------------------------------------------------------------------------------------------ | ------------------------------------------------------------------------------------------------ | ------------------------------------------------------------------------------------------------ |
| Positie:                                                                                         | 9                                                                                                | 3                                                                                                | 2                                                                                                | 3                                                                                                | 7                                                                                                | 7                                                                                                | 7                                                                                                | 13                                                                                               | 14                                                                                               | 31                                                                                               | 46                                                                                               | 63                                                                                               | 30                                                                                               | 29                                                                                               | 23                                                                                               | 26                                                                                               | 26                                                                                               | 28                                                                                               | 39                                                                                               | 70                                                                                               |
| Week:                                                                                            | 21                                                                                               | 22                                                                                               | 23                                                                                               | 24                                                                                               | 25                                                                                               |                                                                                                  | 26                                                                                               | 27                                                                                               | 28                                                                                               | 29                                                                                               | 30                                                                                               | 31                                                                                               | 32                                                                                               | 33                                                                                               | 34                                                                                               | 35                                                                                               | 36                                                                                               | 37                                                                                               | 38                                                                                               | 39                                                                                               |
| Positie:                                                                                         | 63                                                                                               | 70                                                                                               | 87                                                                                               | 86                                                                                               | 88                                                                                               | uit                                                                                              | 89                                                                                               |                                                                                                  |                                                                                                  |                                                                                                  |                                                                                                  |                                                                                                  |                                                                                                  |                                                                                                  |                                                                                                  |                                                                                                  |                                                                                                  |                                                                                                  |                                                                                                  |                                                                                                  |